# Johnny Majors
John Terrill Majors (Lynchburg, 21 de mayo de 1935 - Knoxville, 3 de junio de 2020) fue un jugador profesional de fútbol americano y entrenador universitario estadounidense.

## Carrera
Destacado mediocampista de la Universidad de Tennessee, integró el equipo All-American en 1956 y fue dos veces ganador del premio al Jugador Más Valioso de la Conferencia Sureste, en 1955 y 1956. Terminó en segunda posición en la votación para el Trofeo Heisman en 1956, ganado por Paul Hornung. Después de jugar una temporada en la Liga Canadiense de Fútbol (CFL), Majors se convirtió en entrenador asistente universitario. Se desempeñó como entrenador principal en la Universidad Estatal de Iowa (1968-1972), la Universidad de Pittsburgh (1973-1976, 1993-1996), y la Universidad de Tennessee (1977-1992), compilando un récord de carrera en el fútbol universitario de 185-137-10. Su equipo de Pittsburgh de 1976 ganó un campeonato nacional después de culminar una temporada de 12-0 con una victoria en el Sugar Bowl. Majors fue admitido en el Salón de la Fama del Fútbol Universitario como jugador en 1987.

### Fallecimiento
Falleció a los ochenta y cinco años el 3 de junio de 2020 en su domicilio en Knowville, Tennessee.